# FCハリファクス・タウン
フットボール・クラブ・ハリファクス・タウン（Football Club Halifax Town ）はイングランド、ウェスト・ヨークシャー州、ハリファクスを本拠地とするサッカークラブチームである。2021-2022シーズンはナショナルリーグ（5部相当）に所属。
前身のハリファクス・タウン AFCが2008年に解散するに伴い設立された。ハリファクス・タウンAFCは1911年に設立され、フットボールリーグに所属していた。

## タイトル

### 国内タイトル
- ノーザンプレミアリーグ・プレミアディヴィジョン:1回

2010-2011
- ノーザンプレミアリーグ・ディヴィジョンワン・ノース:1回

2009-2010
- Peter Swales Shield:1回

2010

### 国際タイトル
- なし

## 過去の順位
- 2008-2009 NPL Div1 North 8位
- 2009-2010 NPL Div1 North 1位 昇格
- 2010-2011 NPL PRE 1位 昇格
- 2011-2012 Conference North 3位

## 歴代所属選手
- クリス・ニコル 1968-1969
- フィル・ブラウン 1985-1988
- デヴィッド・カーニー 2004
- シェーン・スメルツ 2006-2007
- フェリックス・バスティアンス 2007
- リー・タック 2007
- ジェイミー・ヴァーディ 2010-2011